# Erdélyi Ritkaságok
Erdélyi Ritkaságok 1939–1944 között Kolozsváron a Minerva Rt. kiadásában megjelent könyvsorozat.
A sorozat, melynek szerkesztője Jancsó Elemér volt, ama céllal indult, hogy Erdély történelmére vonatkozó kéziratokat és történelmi műveket mentsen meg a feledéstől. Az egyes köteteket tudományos igényű bevezetés és jegyzetek teszik teljessé.
2006-ban a marosvásárhelyi Mentor Kiadó azonos címmel, céllal és szerkezettel új sorozatot indított. A tervek szerint összesen 20 kötet jelenik meg.

## Megjelent művek
- 1939: Az erdélyi magyar színészet hőskora (1792-1821). Káli Nagy Lázár visszaemlékezései
- 1940: Kibédi Péterfi Károly Esztétikája
- 1940: Egy erdélyi muzsikus vallomásai. Ruzitska György emlékezései az 1856. évből
- 1940: Felsőcsernátoni Bod Péter önéletírása
- 1942: Oroszhegyi Józsa: Román élet
- 1942: Lakatos István: Székelyudvarhely legrégibb leírása
- 1942: Jánosfalvi Sándor István: Székelyhoni utazás a két Homoród mellett I-II.
- 1943: Nagyenyedi Demokritus, Hermányi Dienes József kéziratos gyűjteménye 1762-ből
- 1943: Bölöni Farkas Sándor: Nyugateurópai utazás
- 1944: Wesselényi Miklós: Szózat a magyar és szláv nemzetiség ügyében I-II.
- 1944: Benkő József: Udvarhely megye leírása
- 1944: Bölöni Farkas Sándor: Az új Erdély hajnalán. Naplótöredék 1835-1836-ból
- 1944: Kazinczy Ferenc: Erdélyi levelek
- 1944: Páter Pál, id. Pataki István, Gyergyai Pál, Füzéri György: Kolozsvár leírása 1734-ből

## Előkészített, meg nem jelent művek
- Bölöni Farkas Sándor angliai útinaplója
- Bolyai János Appendixe
- Apáczai Csere János összes művei
- Fogarasi Sámuel naplója
- Bisztray Károly visszaemlékezései

## Az új sorozatban megjelent könyvek (Mentor, Marosvásárhely, 2006–2017)
- 1. Bölöni Farkas Sándor: Erdély történetei; szerk. Izsák Balázs; 2006
- 2. Bod Péter önéletírása; tan. Egyed Emese; 2007
- 3. Bölöni Farkas Sándor: Utazás Nyugat-Európában. Naplótöredék; tan. Jancsó Elemér, Szigethy Gábor, előszó Sebestyén Mihály; 2008
- 4. Káli Nagy Lázár visszaemlékezései. Az erdélyi magyar színészet hőskora, 1792-1821; szerk. Lázok János; 3. jav., bőv. kiad.; 2009
- 5-6. Marosszéki krónikák, 1-2.; vál., sajtó alá rend. Sebestyén Mihály; 2010
- 7. Bánffi Dienes elárultatása. Levelek, okiratok, korabeli vallomások; vál., előszó, jegyz. Sebestyén Mihály; 2012
- 8. Szilágyi Sándor: Hanyatló Erdély. Történelmi tanulmányok és arcképek a 17. és 18. századból; vál., előszó, jegyz. Sebestyén Mihály; 2013
- 9-10. Marosvásárhelyi krónikás füzetek I.; összeáll. Fodor István, sajtó alá rend., jegyz. Sebestyén Mihály; 2015
- 11. Makkai Sándor: Egyedül. Bethlen Gábor lelki arca; szerk. Káli Király István, előszó Sebestyén Mihály; 2017

## További irodalom
- Szta szignóval Szabó T. Attila: Erdélyi Ritkaságok. Erdélyi Múzeum, 1944/1-2.